# シャドウ・ギャラリー
シャドウ・ギャラリー（Shadow Gallery）は、アメリカのプログレッシブ・ロック・バンド。

## 略歴
1984年、マイク・ベーカー（ボーカル）、クリス・イングルズ（キーボード）、カール・カッデン・ジェイムズ（ベース、フルート）の3人が中心となってペンシルベニア州で結成。1988年にブレント・オールマン（ギター）が加入。この4人のメンバーによって、1992年、プログレッシブ・ロック専門レーベル「マグナ・カルタ・レコード」より、バンドと同名のアルバム（邦題は『夢幻回廊』）でCDデビュー。以後、メンバーの追加や変更を繰り返しながら、2009年までに通算6枚のCDをリリースしている。

## 音楽性
同じレーベル出身のマジェランやカイロと同様「ハードロック」或いは「ヘヴィメタル」を基本に「プログレッシブ・ロック」のアレンジや展開を取り入れている。「プログレッシブ・メタル」にカテゴライズされる場合もある。
デビュー当時、アルバムにドラマーのクレジットがないことが話題となった（ただしそれ以降はケヴィン・ソフィーラ（セカンド）、ジョー・ネヴィロ（サード以降）がドラマーとして参加している）。

## メンバー

### 現在のラインナップ
- ブレント・オールマン (Brendt Allman) - ギター、バック・ボーカル (1985年–)
- カール・カッデン・ジェイムズ (Carl Cadden-James) - ベース、バック&リード・ボーカル、フルート (1985年–)
- ゲイリー・ワーカンプ (Gary Wehrkamp) - キーボード、ピアノ、ギター、バック・ボーカル (1992年–)
- ジョー・ネヴィロ (Joe Nevolo) - ドラム (1997年–)
- ブライアン・アッシュランド (Brian Ashland) - リード・ボーカル、ギター、キーボード (2009年–)

### 旧メンバー
- クリス・イングルズ (Chris Ingles) - ピアノ、キーボード (1985年-2007年)
- マイク・ベーカー (Mike Baker) - リード・ボーカル (1985年-2008年) ※2008年10月29日心臓発作のため死去
- ケヴィン・ソフィーラ (Kevin Soffera) - ドラム (1994年-1996年)

## ディスコグラフィ

### スタジオ・アルバム
- 『夢幻回廊』 - Shadow Gallery (1992年)
- 『石刻の魂』 - Carved in Stone (1995年)
- 『ティラニー』 - Tyranny (1998年)
- 『レガシー～先人たちの証～』 - Legacy (2001年)
- 『ルーム・ファイブ』 - Room V (2005年)
- 『デジタル・ゴースツ』 - Digital Ghosts (2009年)

### コンピレーション・アルバム
- Prime Cuts (2007年)